# سارا فاستر
سارا فاستر (انگلیسی: Sara Foster؛ زادهٔ ۵ فوریهٔ ۱۹۸۱) هنرپیشه اهل ایالات متحده آمریکا است. وی از سال ۱۹۹۹ میلادی تاکنون مشغول فعالیت بوده‌است. ارین فاستر خواهر دوقلو و ایمی اس. فاستر دیگر خواهر وی هستند

## بخشی از فیلمشناسی
از فیلم‌ها یا برنامه‌های تلویزیونی که وی در آن نقش داشته‌است می‌توان به آثار زیر اشاره کرد.

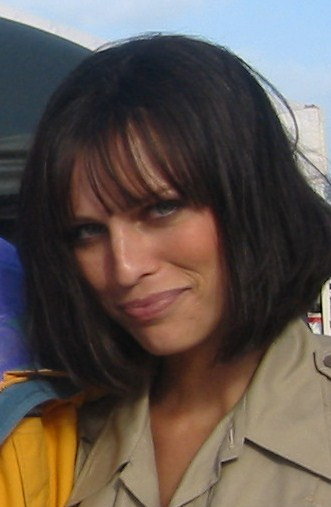

| سال       | عنوان                      | نقش                        | توضیحات                                                                           |
| --------- | -------------------------- | -------------------------- | --------------------------------------------------------------------------------- |
| ۱۹۹۹      | D.R.E.A.M. Team            | مدل (در عنوان بندی نیامده) | تله‌فیلم                                                                           |
| ۲۰۰۴      | دی.ئی.بی.اس.               | Amy Bradshaw               |                                                                                   |
| ۲۰۰۴      | جهش بزرگ (فیلم ۲۰۰۴)       | Nancy Hayes                |                                                                                   |
| ۲۰۰۴      | دارودسته                   | در نقش خودش                | قسمت: "Talk Show"                                                                 |
| ۲۰۰۵      | شخصیت‌ها                    | Eileen                     | فیلم کوتاه                                                                        |
| ۲۰۰۵      | Crossing Jordan            | Tammi Eldridge             | قسمت: "Family Affair"                                                             |
| ۲۰۰۵      | سی‌اس‌آی                     | Amy Maynard                | قسمت: "Unbearable"                                                                |
| ۲۰۰۶      | South Beach                | Arielle                    | Unaired pilot                                                                     |
| ۲۰۰۸      | پارتی مجردی ۲: آخرین وسوسه | Melinda                    | Direct-to-DVD                                                                     |
| ۲۰۰۸      | آن سر خط                   | Emory Banks                |                                                                                   |
| ۲۰۰۹–۲۰۱۲ | ۹۰۲۱۰                      | Jennifer "Jen" Clark       | Recurring role, 23 قسمت                                                           |
| ۲۰۱۰      | Psych 9                    | Roslyn Hanniger            |                                                                                   |
| ۲۰۱۱      | Demoted                    | Jennifer                   |                                                                                   |
| ۲۰۱۵–۲۰۱۶ | Barely Famous              | در نقش خودش                | نقش اصلی؛ همچنین تهیه‌کننده اجرایی                                                 |
| ۲۰۱۶      | Celebrity Name Game        | در نقش خودش                | حضور افتخاری؛ ۳ قسمت                                                              |
| ۲۰۱۸      | The $100,000 Pyramid       | در نقش خودش                | حضور افتخاری؛ قسمت: "Leslie Jones vs. Taye Diggs and Sara Foster vs. Erin Foster" |